# Таковиха
Таковиха — деревня в Селивановском районе Владимирской области России, входит в состав Волосатовского сельского поселения.

## География
Деревня расположена в 15 км на север от центра поселения посёлка Новый Быт и в 27 км на север от райцентра — Красной Горбатки.

## История
В конце XIX — начале XX века деревня входила в состав Больше-Григоровской волости Судогодского уезда, с 1926 года — в составе Вязниковского уезда. В 1859 году в деревне числилось 19 дворов, в 1905 году — 26 дворов, в 1926 году — 37 дворов.
С 1929 года деревня входила в состав Волосатовского сельсовета Селивановского района, с 2005 года — в составе Волосатовского сельского поселения.

## Население
| 1859 | 1905 | 1926 | 2002 | 2010 | 2021 |
| ---- | ---- | ---- | ---- | ---- | ---- |
| 174  | ↘131 | ↗179 | ↘4   | ↘3   | ↘1   |